# Ernest Tossier
Ernest Tossier (1889 – 1946) è stato un calciatore francese, di ruolo difensore.

## Carriera

### Club
Ha militato dal 1908 al 1909 nel Patronage Olier, società con cui vince un Championnat de France de football FGSPF nel 1908, ed un Trophée de France nello stesso anno.

### Nazionale
Venne convocato nella nazionale di calcio francese, con cui disputò un incontro amichevole il 9 maggio 1909, contro il Belgio, terminata 5-2 per i Diavoli Rossi.

## Statistiche

### Cronologia presenze e reti in Nazionale[3]
| Cronologia completa delle presenze e delle reti in nazionale ― Francia | Cronologia completa delle presenze e delle reti in nazionale ― Francia | Cronologia completa delle presenze e delle reti in nazionale ― Francia | Cronologia completa delle presenze e delle reti in nazionale ― Francia | Cronologia completa delle presenze e delle reti in nazionale ― Francia | Cronologia completa delle presenze e delle reti in nazionale ― Francia | Cronologia completa delle presenze e delle reti in nazionale ― Francia | Cronologia completa delle presenze e delle reti in nazionale ― Francia |
| Data                                                                   | Città                                                                  | In casa                                                                | Risultato                                                              | Ospiti                                                                 | Competizione                                                           | Reti                                                                   | Note                                                                   |
| ---------------------------------------------------------------------- | ---------------------------------------------------------------------- | ---------------------------------------------------------------------- | ---------------------------------------------------------------------- | ---------------------------------------------------------------------- | ---------------------------------------------------------------------- | ---------------------------------------------------------------------- | ---------------------------------------------------------------------- |
| 09/05/1909                                                             | Bruxelles                                                              | Belgio                                                                 | 5 – 2                                                                  | Francia                                                                | Amichevole                                                             | -                                                                      |                                                                        |
| Totale                                                                 |                                                                        | Presenze                                                               | 1                                                                      |                                                                        | Reti                                                                   | 0                                                                      |                                                                        |

## Palmarès
- Championnat de France de football FGSPF: 1

Patronage Olier: 1908
- Trophée de France: 1

Patronage Olier: 1908